# Bruchsal
Bruchsal is een plaats in de Duitse deelstaat Baden-Württemberg, gelegen in het Landkreis Karlsruhe. De stad telt 45.364 inwoners.
De plaatsnaam Bruchsal heeft dezelfde etymologische oorsprong als Brussel, maar in de hoogduitse vorm: Bruohselle betekent "moeras-nederzetting". Tijdens de Dertigjarige Oorlog werd Bruchsal beschadigd; volledig verwoest werd ze door de Fransen tijdens de Negenjarige Oorlog. Deze laatste oorlog wordt ook de 'Opvolgingsoorlog van de Palts' genoemd. Kardinaal Damian Hugo Philipp von Schönborn-Buchheim bouwde de stad op, quasi vanaf niets. Hij verplaatste de bisschopsresidentie van Spiers (zie ook prinsbisdom Spiers) naar Bruchsal. Kortstondig noemde hij de stad Damianstadt, naar zijn voornaam. De inwoners kozen als naam voor de nieuwe stad de oude naam Bruchsal.

## Bezienswaardigheden
Het slot Bruchsal is te bezichtigen door het publiek. Het was de residentie van kardinaal von Schönborn-Buchheim. In het corps de logis (middelste gebouw) zijn twee musea gevestigd: het Museum der Stadt Bruchsal en het Deutsches Musikautomaten-Museum.

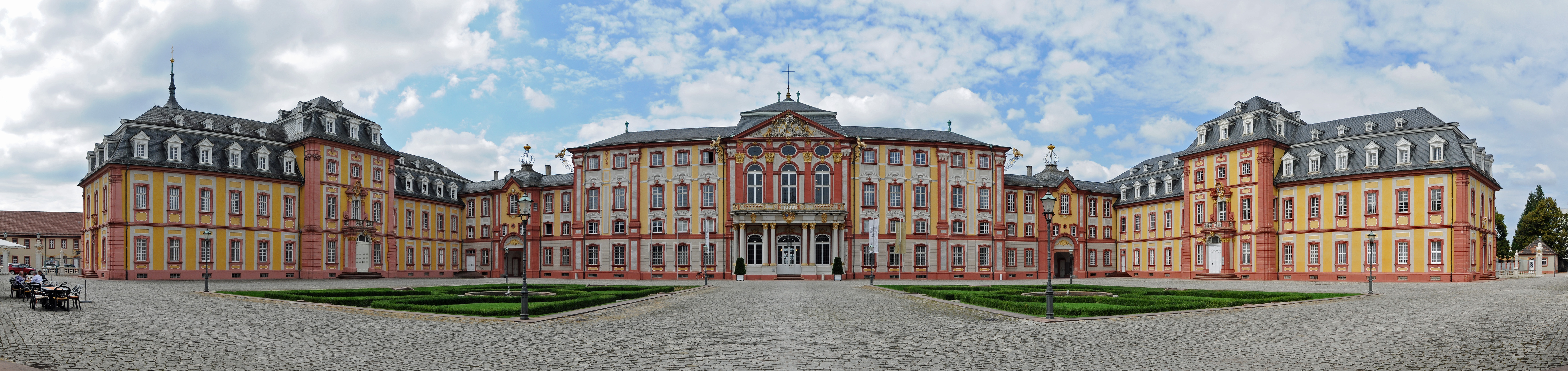
panoramazicht op het slot Bruchsal

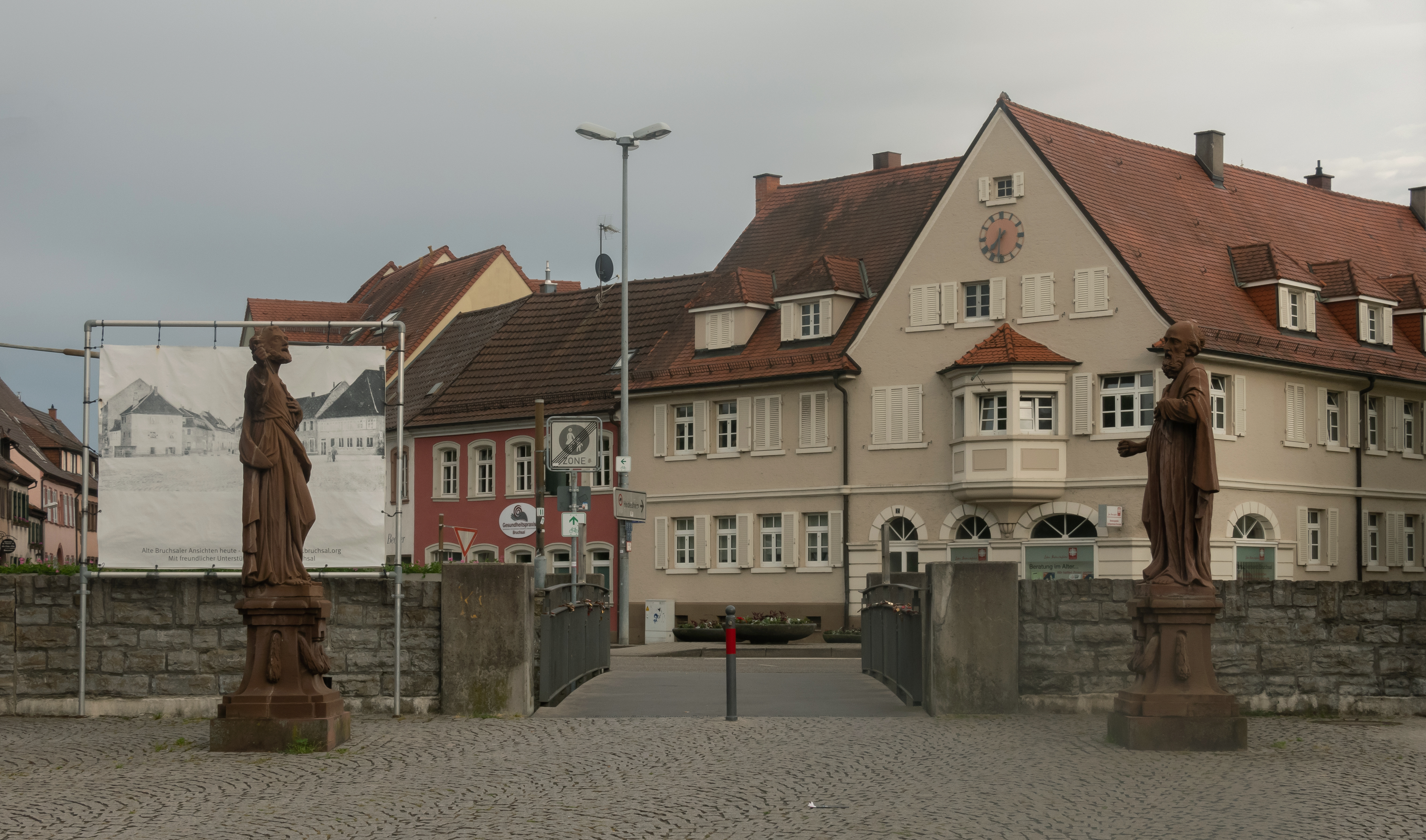
Bruchsal, sculpturen op de Holzmarkt

## Geografie
Bruchsal heeft een oppervlakte van 93,02 km² en ligt in het zuidwesten van Duitsland.

## Stadsdelen

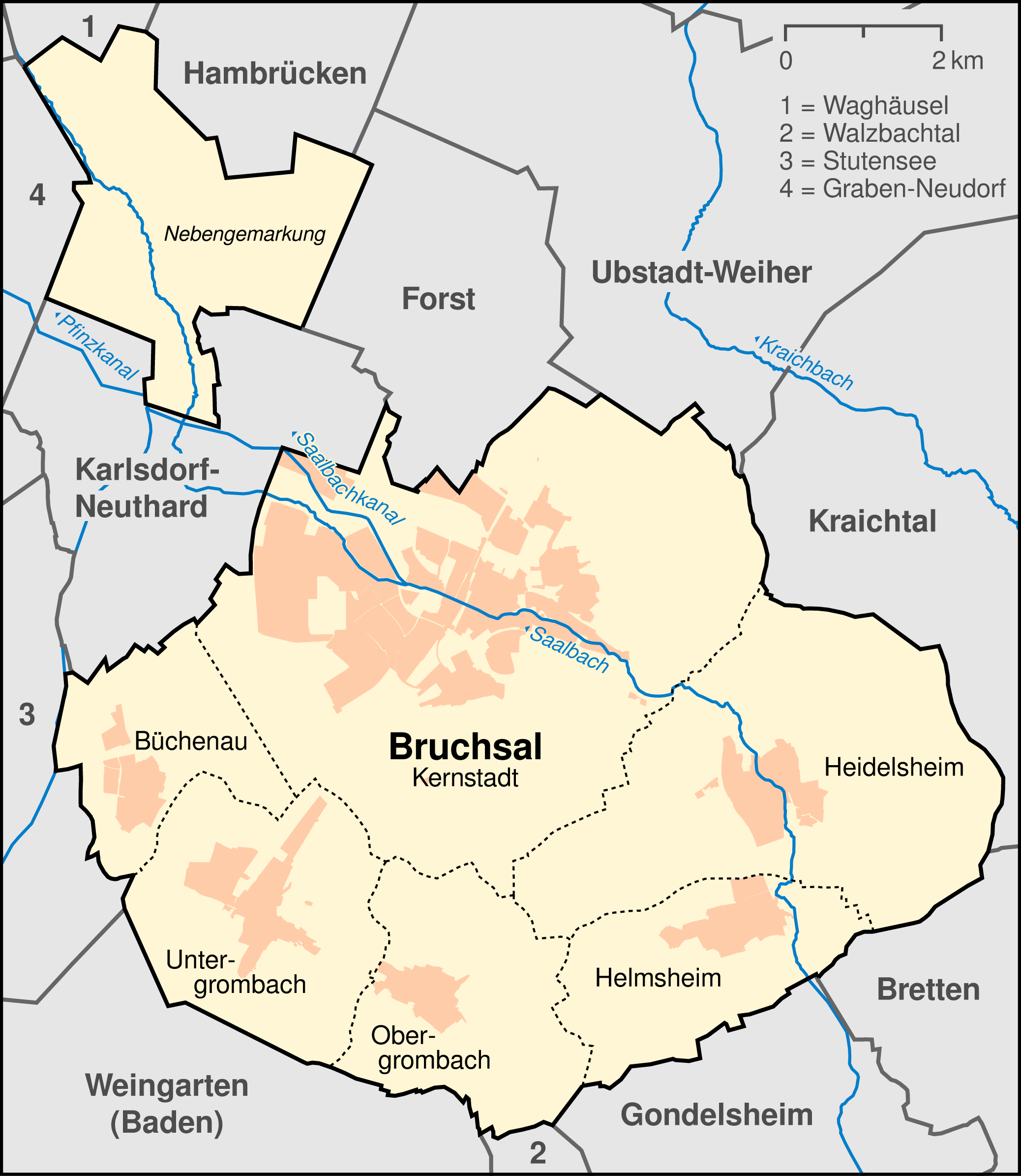
Stadsdelen van Bruchsal
Panorama

- Büchenau
- Heidelsheim
- Helmsheim
- Kernstadt
- Obergrombach
- Untergrombach

## Geboren
- Walter Buch (1883-1949), opperste rechter van de NSDAP
- Anke Huber (4 december 1974), tennisster
- Petar Mišić (24 juli 1994), Kroatisch voetballer

Bad Schönborn ·
Bretten ·
Bruchsal ·
Dettenheim ·
Eggenstein-Leopoldshafen ·
Ettlingen ·
Forst ·
Gondelsheim ·
Graben-Neudorf ·
Hambrücken ·
Karlsbad ·
Karlsdorf-Neuthard ·
Kraichtal ·
Kronau ·
Kürnbach ·
Linkenheim-Hochstetten ·
Malsch ·
Marxzell ·
Oberderdingen ·
Oberhausen-Rheinhausen ·
Östringen ·
Pfinztal ·
Philippsburg ·
Rheinstetten ·
Stutensee ·
Sulzfeld ·
Ubstadt-Weiher ·
Waghäusel ·
Waldbronn ·
Walzbachtal ·
Weingarten (Baden) ·
Zaisenhausen